# 太平天国聖宝

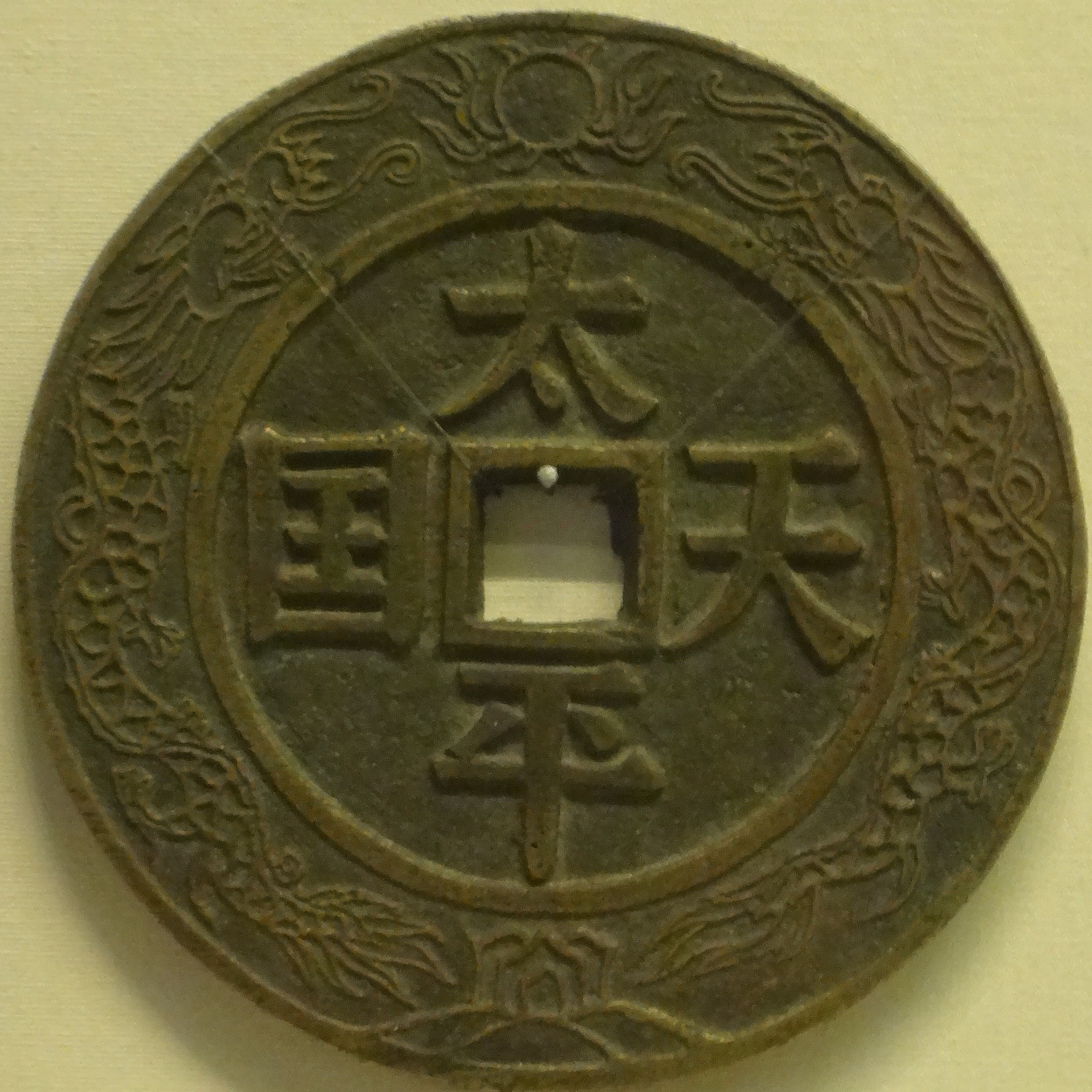
太平天国の鎮庫銭

太平天国聖宝（たいへいてんごくせいほう、太平天国聖寶）は、かつて太平天国で用いられていた通貨。中国の宋で流通していた太平通寶(太平通宝)とは別物である。

## 歴史
硬貨と紙幣の両方が存在したが、現存する数の少なさから、発行数はそれほど多くなかったとされている。現代では硬貨収集家の間で非常に人気があるが、その人気の高さから多くの偽造品がネットオークションやフリマアプリなどで出回っている。

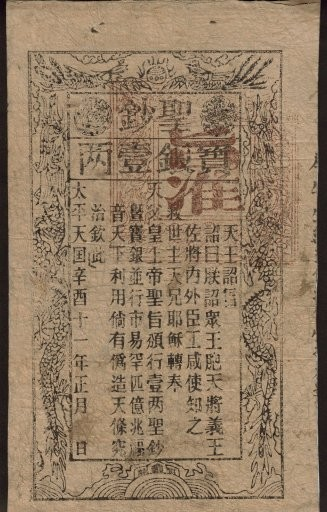
太平天国聖鈔

ほとんどの硬貨は青銅貨であり、鉄または鉛で鋳造されたものはごくわずかである。金貨や銀貨の存在も知られているが、非常に希少である。聖宝の種類が非常に多様な傾向にある理由は、中央政権が、現地の有力者らに独自の鋳造権を許可していたためである。
硬貨は前面に「太平天国」の四字（「国」の字はくにがまえに「王」で刻印されることが多かった）、背面に「聖寶」の二字がそれぞれ刻印された。1853年に最初の硬貨が都だった天京（現在の南京）で発行された。
太平天国によって鋳造された硬貨に関する文書はほとんど残されていないが、1853年6月に天津を占領した太平天国が、硬貨を鋳造する技能を持った銅労働者に命じて、 「天國」と刻印された硬貨を鋳造するための新しい炉を開くように命じたことが知られている。出来上がった硬貨は「外国の硬貨（洋銀）ほどの大きさ」であり、その出来は非常に悪いと報告されたため、発行はすぐに中止された。この記録に合致する硬貨は現存していないが、他の地域では硬貨が鋳造された。当初の聖宝は、当時の清の農村部の慣習と同じように、村の質屋によって運営されていた。